# Marcos Palmeira
Marcos Palmeira de Paula (Río de Janeiro, 19 de agosto de 1963) es un actor brasileño, que fue consagrado después de varias actuaciones en el teatro, el cine y la televisión.

## Biografía

### Familia
Marcos Palmeira es el hijo del productora Vera María de Paula (conocida como Vera de Paula), a su vez que es la hija de un abogado nacido en Sergipe; Sinval Palmeira, representante del estado de Río de Janeiro revocado por la dictadura militar y María Lourdes Borges Palmeira, que se deriven de la familia tradicional bahiana. Vera y sus hermanos son herederos del coronel John Bennett, heredando su granja ganadera Cabaòa Puente Itororu, al suroeste de Bahía, y las plantaciones de cacao en la región de Itabuna. El padre de Marcos Palmeira, director José Viana Paula de Oliveira (Zelito Viana), es el hijo de Francisco de Paula Oliveira, Anysio, Haydee y Viana. Haydee y Francisco también son padres de Francisco de Paula Oliveira Anysio Hijo(Chico Anysio) y María Paula Viana Lupicin (Lupe Gigliotti). Zeito es uno de los directores de cine reconocidos, fundó Glauber Rocha junto con el mapa Films, una empresa que todavía funciona hoy. Marcos estaba casado con la directora Amora Mautner, que tiene una hija Julia. La apuesta Paula, hermana de Marcos, es un director de cine y fue galardonado con el Festival de Brasilia con la película La Boda de Louise.

## Otros proyectos
Es el productor de alimentos orgánicos en Teresupolis en el estado Río de Janeiro. Los productos del valle de la granja de las palmas se encuentran en la zona del sur y el comercio natural pequeño, todos los supermercados en [Río de Janeiro].
Como consultor de ayuda en los proyectos de diversos de la alimentación orgánica separados por el Brasil, también la implantación de los padres del proyecto, la producción agrícola integrada sostenible en la aldea de Xavante en la reserva de Parabubure en el Mato Grosso.
Desde junio de 2008, se presentó de la palma de las señales un programa semanal en la cultura llamada A'Uwe de la TV en todos los domingos a las 17.00, y es el único espacio de la televisión brasileña el 100% dedicados a los indios. En su adolescencia, la palma de las señales existían los indios de Xavantes y fue bautizado por ellos como Tsiwari, que significa sin miedo. Este intercambio cultural, las señales trajeron en el equipaje de la opinión referencias colectivas y de muchas otras.
En 2003, la palma de las señales recibió una orden de ayuda de un cacique de Xavante que había sabido 20 años antes que los indios de las aldeas son Peter y Ona negro, en la tierra aborigen de Parabubure, el estado del Mato Grosso, estaban en dificultades serias y desearon saber e iniciar la cultura orgánica del alimento. También desearon divulgar sus tradiciones, de modo que la gente en las ciudades extendiera la importancia para guardar la cultura de cada gente aborigen del Brasil. La preparación duro en un año y en 2004, las indígenas conducidas una expedición compuesta para los amigos de algunas indígenas del funcionamiento y, por 15 días, este equipo vivió con los indios de los xavantes de esas aldeas. De esa experiencia Uwe nació la expedición documental, la vuelta de Tsiwari, esos 4 años más adelante, dio al origen del Uwe de la serie en la pantalla de la cultura de la TV. En cada programa, las señales documentales conducen al gran público hecho por los indios y lo no-indios que demuestran rituales, conflictos, tradiciones e historias en los diversos etnias originarias. El programa también tiene un sitio y un blog en ese tema de originarios: www.tvcultura.com.br/auwe

## Carrera
Su debut como actor tuvo lugar en la gran pantalla con sólo 5 años de edad, en la película Copacabana tontos en 1968.
En 1983 se graduó de la CAL (Casa de Arte das Laranjeiras).
En la televisión, su primer trabajo fue en la red Globo, cuando asistió a la primera fase de la telenovela Mandala en 1987.
En 1990, se trasladó a los titulares de redes, donde protagonizó junto a Marcos Octavio, Cristina Oliveira y Paulo Gorgojo en la telenovela Pantanal. La misma fue aclamada por la crítica y el público, después de haber amenazado varias veces el liderazgo absoluto del Globo. Entonces en la misma estación, Cristina Oliveira protagonizó en la telenovela Amazonia en 1991.
En 1992 regresó a Globo de participar en un episodio del que se mantiene hasta el momento preciado y desde entonces fue invitado a la función fundamental en producciones de televisión.
En 1993, protagonizó junto a Antonio Fagundes, Adriana Esteves a reconstruir la novela, repitiendo la exitosa colaboración con el autor Benedito Ruy Barbosa quien también filmó el Pantanal que lanzó al actor al estrellato.
En 1995 fue uno de los protagonistas en el remake de Hermanos Coraje y al año siguiente, estuvo presente en el elenco de La salsa y el merengue como uno de los personajes centrales.
En 1998, Marcos actuó como el abogado de Alexandre Leme Toledo que se involucra con la camarera Sandrita, la gran villana de la historia, en la novela Torre de Babel. Posteriormente surgió como periodista de Chico Mota sobre las nubes e hizo romántica con Deborah Bloch.
En 2001, regresó al puesto de animador en horario estelar para incorporar el pescador Gumercindo Vieira (Guma) en la novela Porto dos Milagres.
En 2002, volvió a actuar con Benedito Ruy Barbosa en la novela Esperanza. Su personaje llegó en medio de la parcela, que había estado enfrentando problemas con el público, con la intención de aprovechar los mismos números.
En 2003, vivió el cineasta Fernando Amorim en la novela Celebridades en el éxito de taquilla de Gilberto Braga.
En 2006, después de dos años de distancia de las novelas, actuó como delegado Gilberto junto con el personaje de Claudia Abreu, Victoria.
En 2005 y 2007, estuvo a cargo de la policía de la serie Mandrake, como el personaje principal. La serie fue realizada conjuntamente por Filmes y el canal de cable HBO, y fue transmitido en la televisión nacional.
En 2008 actuó junto con Claudia Abreu en la telenovela Tres hermanas.
El 1 de junio de 2008 comenzó la presentación de la A'Uwe semanal en TV Cultura.
Ha acumulado una serie de actuaciones en películas, con títulos como Villa-Lobos, una vida de pasión (2000), Don (2003), El diablo (2007) y La esposa de mi amigo (2008).
En 2009 actuó como Gustavo en Cuna de gato junto con el personaje de Camila Pitanga, Rose.
En 2010 mostró su apoyo a la candidata Marina Silva en la campaña electoral.

## Cine
- 1968 - Copacabana Me Aterra  - Paulo Alberto Monteiro de Barros (Artur da T•vola)
- 1982 - O Segredo da M˙mia  - Marcos Viana
- 1984 - Garota Dourada
- 1984 - Nunca Fomos T„o Felizes - Estudante Interno
- 1984 - MemÛrias do C•rcere
- 1985 - AvaetÈ - semente da vinganÁa
- 1986 - A Cor do seu Destino - Raul
- 1986 - Fulaninha
- 1986 - "Os Trapalhıes e o Rei do Futebol"...
- 1986 - Trancado por Dentro  - Cad˙
- 1987 - Ele, o Boto
- 1987 - Leila Diniz
- 1987 - Romance da Empregada
- 1987 - Um Trem para as Estrelas  - JacarÈ
- 1988 - DedÈ Mamata  - Alpino
- 1990 - Barrela: Escola de Crimes. - Tirica
- 1990 - Carnaval  -  Eurico
- 1991 - Vai Trabalhar, Vagabundo II - A Volta
- 1995 - Carlota Joaquina, princesa do Brazil. - D. Pedro I
- 1996 - Buena Sorte - Edgar
- 1997 - Anahy de las Misiones...
- 1997 - O Amor Est• no Ar  - Carlos Henrique
- 1998 - Como Ser Solteiro  - Julinho
- 2000 - Villa-Lobos - Uma Vida de Paix„o  -  Heitor Villa-Lobos
- 2001 - O Casamento de Louise  - Bugre
- 2003 – Dom  - Bentinho
- 2003 - Oswaldo Cruz - O MÈdico do Brasil - Oswaldo Cruz
- 2007 - O Tablado e Maria Clara Machado
- 2007 - O Homem que Desafiou o Diabo. - ZÈ Ara˙jo / Ojuara
- 2008 - A Mulher do meu Amigo - Thales
- 2009 - JK - Bela Noite Para Voar - Lacerda
- 2009 - Quase um Tango - Batavo

## Televisión
- 1987 - Mandala - Creonte
- 1988 - Vale Tudo - Mário Sérgio
- 1990 - Pantanal - Tadeu
- 1990 - Desejo.- Solon
- 1990 - Les cavaliers aux yeux verts.-Joachim
- 1991 - Amazônia - Caio / Lúcio
- 1992 - Você Decide, Laços de FamÌlia
- 1993 - Renascer - João Pedro
- 1994 - Memorial de Maria Moura - Cirino
- 1995 - Irmãos Coragem -Jo„o Coragem
- 1996 - Salsa e Merengue - Valentim
- 1996 - A Vida Como Ela - Vários personagens
- 1996 - A Comédia da Vida Privada, A Próxima Atração
- 1998 - Torre de Babel - Alexandre Leme Toledo
- 1999 - Andando nas Nuvens - Chico Mota
- 2000 - Brava Gente.- Bolado
- 2001 - Puerto de los milagros - Gumercindo Vieira (Guma)
- 2002 - Corazón de estudiante - Julio Rosa
- 2002 - Tierra Esperanza - Zequinha
- 2003 - Celebridad - Fernando Amorim
- 2004 - Historias de Cama & Mesa - Bob
- 2005 - Belíssima - Delegado Gilberto Moura
- 2006 - Cilada - Participação Especial
- 2007 - Mandrake - Mandrake
- 2008 - Três Irmãs - Bento Rio Preto
- desde 2008 - programa A'Uwe -  presentador
- 2008 - Casos e Acasos, O Encontro, O Assédio e O Convite - Renato
- 2009 - Cuna de gato - Gustavo Brandão
- 2012 - As Brasileiras - Anderson / Fernando (Episódios: A Justiceira de Olinda e A De Menor do Amazonas)
- 2012 - Encantadoras - Sandro Barbosa
- 2013 - El canto de la Sirena - Agostinho Matoso (Augustão)
- 2013 - Saramandaia - Seu Cazuza Moreira
- 2014 - La Fiesta - Delegado Nuno Pedroso
- 2014 - A Segunda Vez - Raul
- 2015 - Mujeres ambiciosas - Aderbal Pimenta
- 2015 - Velho Chico - Cícero
- 2019 -  Dulce ambición - Amadeu da Penha Matheus
- 2022 - Pantanal - José Leoncio
- 2024 - Renascer - José Inocêncio "Zé Inocêncio / Painho"[1]

## Teatro
- 1981 - O Diamante do Gr„o Mongol
- 1982 - Os Meninos da Rua Paulo
- 1984 - Maria Minhoca
- 1984 - Chapetuba Futebol clube - Zito
- 1986 - Uma LiÁ„o Longe Demais - Valente
- 1987 - LigaÁıes Perigosas" - Dansenir
- 1993 - Othello - Othello
- 1999 - Ad„o e Eva- Ad„o
- 2000 - Mais Uma Vez Amor - Rodrigo
- 2007 - Auto de Anjicos - Lampi„o

## Premios
Ganó la medalla de oro como mejor actor en el Festival de Gramado en Lye por su actuación en Escuela del Delito (1990).
Ganó el Oro por mejor actor en el Festival de Gramado por Mamata Dede (1988).
Ganó el trofeo por mejor actor en el Festival de Brasilia de las Misiones por Anahy (1997).
Ganó el premio en la categoría de alimentación de viaje en la revista Viaje de Gestión e Inteligencia (2008).
- Datos: Q2639361
- Multimedia: Marcos Palmeira / Q2639361